# 4391 Balodis
Balodis (asteróide 4391) é um asteróide da cintura principal, a 1,8790663 UA. Possui uma excentricidade de 0,2136112 e um período orbital de 1 349,13 dias (3,7 anos).
Balodis tem uma velocidade orbital média de 19,26816461 km/s e uma inclinação de 5,34791º.
Este asteróide foi descoberto em 21 de Agosto de 1977 por Nikolai Chernykh.